# Douglas Clarke
Douglas William Clarke (* 4. April 1893 in Reading, Berkshire; † 14. November 1962 in Warwick) war ein britischer Dirigent, Musikpädagoge, Organist, Pianist und Komponist.

## Leben und Wirken
Clarke studierte von 1909 bis 1912 am Reading University College bei Sir Hugh Allen. Während des Ersten Weltkrieges diente er bei der Royal Navy; danach setzte er seine Studien an der Universität Cambridge bei Gustav Holst, Ralph Vaughan Williams und Charles Wood fort. Daneben studierte er Orgel am Christ’s College und war Dirigent der Musical Society der Universität.
1927 ging er nach Kanada, wo er Dirigent des Männcherchores, des sinfonischen Chores und Organist der Holy Trinity Church in Winnipeg wurde. Mit beiden Chören führte er hier 1927 und 1928 Bachs Matthäuspassion auf. 1929 folgte er Harry Crane Perrin als Direktor des McGill Conservatory nach, im Folgejahr wurde er Dekan der Musikfakultät der McGill University. Zu seinen Schülern zählten Violet Archer, Alexander Brott, Eric McLean, Robert Turner und seine spätere Frau Octavia Wilson.
Clarke dirigierte eine große Anzahl von kanadischen Erstaufführungen bedeutender Musikwerke wie Brahms' Erste und Vierte Sinfonie, dessen Haydn-Variationen, das Violinkonzert und das zweite Klavierkonzert, Berlioz’ Symphonie fantastique, Sibelius’ Erste Sinfonie und Rachmaninows Paganinivariationen. Sein besonderes Interesse galt englischen Komponisten wie Arnold Bax, Frank Bridge, George Butterworth, Frederick Delius, Edward Elgar, Gustav Holst, Ralph Vaughan Williams, William Walton und Peter Warlock. 1931 führte er seine eigenen Three Pieces auf, 1936 das Piece for Full Orchestra.
Während der 1940er Jahre trat er mehrfach als Pianist mit dem McGill String Quartet auf. Eine Zeit lang gab er Einführungen zu den Sinfoniekonzerten des Rundfunksenders CFCF. 1955 kehrte er nach England zurück, wo er als Organist an der St Mary's Church in Warwick wirkte.